# Petaling
Huyện Petaling là một huyện thuộc bang Selangor của Malaysia. Huyện Petaling có dân số thời điểm năm 2010 ước tính khoảng 1782375 người.